# Kinuyo no hatsukoi
Pour plus de détails, voir Fiche technique et Distribution.
Kinuyo no hatsukoi (絹代の初恋, litt. « Le Premier Amour de Kinuyo ») est un film japonais réalisé par Hiromasa Nomura, sorti en 1940.

## Synopsis
Kinuyo et Mitsuyo sont sœurs, elles vivent sous le même toit aux côtés d'un père veuf employé comme groom dans un luxueux hôtel de Tokyo. Mitsuyo, la cadette, a fait des études et travaille dans une société de placement en bourse, elle est courtisée par Shoichiro, le fils du directeur, un jeune homme dilettante qui est séduit par son franc-parler car elle n'hésite pas à lui reprocher son manque d'implication dans son travail. Kinuyo, l'aînée, gère à leur domicile une petite échoppe de senbei, elle s'occupe de son père vieillissant qui bientôt se fait renvoyer de son travail et de sa jeune sœur pour qui elle tient un rôle de mère.
Un jour, alors qu'elle souhaite assister à une pièce de kabuki avec son amie Onobu, elle rencontre Shoichiro qui leur offre ses deux tickets de spectacle, la femme avec laquelle il avait rendez-vous n'étant pas venue. Kinuyo tombe immédiatement amoureuse du séduisant jeune homme mais ce dernier ne lui ayant pas dit son nom, elle n'a aucun moyen de le retrouver.
Lorsque son père lui montre la photographie du prétendant qui demande la main de Mitsuyo, Kinuyo reconnait immédiatement l'homme dont elle est tombée amoureuse. Ravalant son immense déception, elle encourage sa jeune sœur à accepter le mariage. Restée seule aux côtés de son père âgé, Kinuyo s'applique à préparer ses senbei et renonce à toute aspiration romantique.

## Fiche technique
- Titre original : 絹代の初恋 (Kinuyo no hatsukoi?)[1]
- Réalisation : Hiromasa Nomura
- Scénario : Tadao Ikeda
- Photographie : Michio Takahashi (ja)
- Musique : Hikaru Saotome
- Décors : Tatsuo Hamada
- Montage : Yoshiyasu Hamamura
- Société de production : Shōchiku (studio Ōfuna)
- Pays d'origine :  Empire du Japon
- Langue originale : japonais
- Format : noir et blanc — 1,33:1 — 35 mm — son mono
- Genres : drame ; mélodrame
- Durée : 82 minutes[1]
- Date de sortie : 
  - Empire du Japon : 31 mars 1940[2]

## Distribution
- Kinuyo Tanaka : Kinuyo Miyoshi, la sœur aînée
- Kuniko Igawa (créditée sous le nom de Toshiko Kōno) : Mitsuyo Miyoshi, la sœur cadette
- Reikichi Kawamura : leur père
- Shin Saburi : Shoichiro Kiriyama
- Yutaka Mimasu (ja) : Seinosuke Kiriyama, son père
- Fumiko Katsuragi : sa mère
- Mitsuko Mito : Onobu, l'amie coiffeuse de Kinuyo
- Mitsuko Yoshikawa : la mère d'Onobu
- Isamu Yamaguchi (ja) : Kitahara
- Yoshiko Tsubouchi : Fusae, la geisha
- Mitsuko Higashiyama : Komon
- Yoshiko Kuhara : Fumika
- Osamu Terakado : le gérant de l'hôtel
- Ken'ichi Miyajima (ja) : le client de l'hôtel